# Ilion Lika
Ilion Lika, född 17 maj 1980 i Tirana, är en albansk fotbollsmålvakt som för närvarande spelar för den albanska klubben KF Tirana. Lika har tidigare spelat för Dinamo Tirana, KS Elbasani, KS Kastrioti och Flamurtari Vlorë i Albanien och i den ryska klubben FC Terek Groznyj.

## Karriär
Lika inledde sin karriär i huvudstadsklubben KS Dinamo Tirana där han spelade från 1999-2007. Under sin tid i Dinamo Tirana blev han fansens favorit och han ansågs vara en av de bästa målvakterna i albanska superligan. Lika provspelade för den danska klubben Odense BK, men han erbjöds inte kontrakt för klubben. I augusti 2007 skrev han på för den albanska klubben KS Elbasani. Där spelade han bara 6 månader innan han började leta efter en ny klubb. 29 januari 2008 bytte Lika klubb till den ryska förstadivisionsklubben FC Terek Groznyj, där han skrev på ett kontrakt värt 500 000 $. I december 2009 lämnade Lika klubben tillsammans med sex andra Groznyj-spelare, efter ett framgångsrikt år i klubben, sedan klubben valt att inte förnya kontraktet. 19 januari 2010 skrev han i stället på för den albanska klubben Vllaznia Shkodër, där han bara spelade en match och stannade under 10 dagar innan klubbens president bröt hans kontrakt. Efter att han lämnat Vllaznia gick han den 1 februari 2010 på en fri transfer till KS Kastrioti Krujë, där han skrev på ett ettårskontrakt. Samma år gick han till huvudstadsklubben KF Tirana.

## Skada
I början av 2009 ådrog sig Lika en skada på hälsenan som skulle hålla honom borta från fotbollen i 5 månader. Skadan innebar att han missade inledningen av Ryska Premier League och dessutom 3 viktiga VM-Kvalmatcher, där förstamålvakten Arjan Beqaj var skadad sedan tidigare. Lika spenderade också 5 månader i Makedonien för rehalibitering för att försöka komma tillbaka från skadan.